# جو لمباردو
جوزف مایکل لمباردو (به انگلیسی: Joseph Michael Lombardo؛ زاده ۸ نوامبر ۱۹۶۲) افسر مجری قانون آمریکایی است که به عنوان هفدهمین کلانتر شهرستان کلارک، رئیس اداره پلیس کلانشهریی لاس وگاس (LVMPD)، سازمان مجری قانون ترکیبی برای لاس وگاس و شهرستان کلارک خدمت می‌کند. . لمباردو از سال ۲۰۱۵ این سمت را بر عهده داشت. او یکی از اعضای حزب جمهوری‌خواه است.
لمباردو برای انتخاب مجدد به عنوان کلانتر شهرستان کلارک نامزد نشده و در عوض نامزد جمهوری خواهان برای انتخابات فرمانداری نوادا در سال ۲۰۲۲ است.